# Zimní kouzlo (protipartyzánská operace)
Zimní kouzlo (německy Winterzauber, rusky Зи́мнее волшебство́, česky také Zimní magie) byla kárná (trestná) protipartyzánská operace prováděná na okupovaných územích SSSR (Běloruská SSR a Ruská SSR) v oblasti ohraničené městy Sebež – Asveja – Polock probíhající od 16. února 1943 do 31. března 1943. V ruském prostředí je operace také nazývána jako Asvejská tragédie (rusky Освейская трагедия). Předcházela jí operace Zajíc bělák. 

## Výchozí podmínky a cíle operace
Po obsazení Běloruska německými silami se od roku 1941 v oblasti zformovalo silné partyzánské hnutí. V říjnu 1942 partyzáni vyhnali německé síly z oblasti okolo města Rasony (bělorusky Расоны) a byla vytvořena partyzánská oblast vymezená městy Verchňadzvinsk na západě, Rasony na východě, Zilupe na severu a Polockem na jihu. 
Operaci Zimní kouzlo předcházela operace Zajíc bělák (rusky Операция «Заяц-беляк»). Cílem operace bylo eliminovat partyzány v oblasti, ale především zničit síť jejich podporovatelů, a omezit tak jejich operační možnosti. Německé velení došlo k přesvědčení, že bez podpory civilního obyvatelstva nemají partyzáni šanci na přežití, a proto se ve svých trestních operacích zaměřili především na civilisty.
Jako prostředek k omezení činnosti partyzánů bylo plánováno vytvořit neutrální zónu bez obyvatel a osad v šíři 30 – 40 km ohraničenou městy Sebež – Asveja – Polock. V této zóně měly být také zlikvidovány partyzánské základny a opevnění. Ze stanoveného cíle tak vyplývaly prostředky k realizaci, kterými bylo vypalování vesnic, odsun, či likvidace místních obyvatel. Do kompetence týmů bezpečnostní policie a SD patřilo ničení obydlených oblastí. Rozkazy k vypalování vesnic přitom mohli dávat důstojníci na úrovni velitele roty a vyšší hodnosti. V rozkazu policejním složkám se mimo jiné uvádělo:
| „ | Bezpečnostní policii a SD jsou v rámci operace přiděleny následující úkoly:... Vyčištění již pročesaného prostoru od všech zbývajících banditů a podezřelých osob, ale také sběr všech zemědělských a jiných produktů. Všechny ruské vesnice na hranici s Lotyšskem, které v první řadě tvoří pevnosti pro útoky banditů, budou zcela spáleny. | “ |
| — Rozkaz SS Obergruppenführera Friedricha Jeckelna z 15. února 1943 vydaného pro velitele nasazených policejních útvarů | |   |

Celkové řízení a velení operace prováděl vyšší vůdce SS a policie v říšském komisariátu Ostland Friederich Jeckeln. Na jednání 4. února 1943 bylo rozhodnuto o vytvoření dvou operačních skupin z lotyšských policejních praporů. Jedna pod velením SS Brigadeführera a generálmajora policie Walthera Schrödera a plukovníka bezpečnostní policie Karla Friedricha Knechta. Součástí policejních útvarů byly také speciální síly Einsatzgruppen.
Partyzánská oblast se rozkládala na hranicích Lotyšska, a proto do operace byly zařazeny především lotyšské prapory pomocné policie. Tyto celkově představovaly, podle stavu na konci války, sílu více než 12 000 příslušníků.

## Nasazené síly

### Německé okupační síly a spolupracující útvary
Policejní operativní skupina Schröder:
- 271. prapor lotyšské policie Aizputského okresu (lotyšsky Aizputes novads), celkem 20 důstojníků a 354 mužstvo,
- 273. prapor lotyšské policie Ludzaského okresu (lotyšsky Ludzas novads), celkem 19 důstojníků a 417 mužstvo,
- 280. prapor lotyšské policie Bolderaja (lotyšsky Bolderāja),[pozn. 1] celkem 29 důstojníků a 630 mužstvo,
- 281. Abrenenský (lotyšsky Abrenes apriņķis) lotyšský policejní prapor, celkem 50 důstojníků a 616 vojáků pod velením standartenführera Voldemārse Veisse.[pozn. 2]

Policejní operativní skupina Knecht:
- 276. prapor lotyšské policie Kuldigaského okresu (lotyšsky Kuldīgas novads), celkem 19 důstojníků a 330 mužstvo,
- 277. prapor lotyšské policie Siguldaského okresu (lotyšsky Siguldas novads), celkem 18 důstojníků a 403 mužstvo,
- 278. prapor lotyšské policie Dobeleského okresu (lotyšsky Dobeles novads), celkem 18 důstojníků a 403 mužstvo,
- 279. prapor lotyšské policie Cesuského okresu (lotyšsky Cēsu novads).

Celkem jde o zhruba 3 600 policistů.
Operativní zálohu policejního velitelství tvořily následující oddíly:
- 50. ukrajinský policejní prapor,
- policejní rota SS,
- německé jednotky protiletadlové obrany,
- část německé dělostřelecké baterie,
- dvě německé komunikační čety pro zajištění spojení,
- 2. letecká skupina zvláštního určení.

Další síly zapojené do operace:
- 282. prapor lotyšské policie Ventas (lotyšsky 282. Ventas policijas bataljons), celkem 18 důstojníků, 460 mužstvo,
- 2. prapor litevské pomocné policie (německy Lithuanische Schutzmannschaftsbataillon),
- rota 36. praporu estonské pomocné policie (německy Schutzmannschaft Front Bataillon 36 Arensburg),
- zvláštní jednotky Einsatzgruppen pod velením SS obersturmführera Krause,
- zvláštní jednotky Einsatzgruppen SD pod velením SS hauptsturmführera Kaufmanna, celkem 210 osob.

Zařazení jednotlivých sil se měnilo podle nutnosti reagovat na situaci na bojišti. Do boje byly také zařazeny další jednotky poskytující asistenci policejním oddílům:
- 3. tanková armáda (německy 3. Panzerarmee),
- 201. ochranná divize (německy 201. Sicherungs-Division),
- 281. ochranná divize (německy 281. Sicherungs-Division),
- 391. polní výcviková divize.

Každé operační skupině byly přiděleny týmy bezpečnostní policie a SD. Celkový počet mužů zapojených do operace byl 4 000.

### Sovětské síly
Na straně partyzánů působily různé brigády a oddíly, jejichž sílu nelze vzhledem k jejich nepravidelnému složení spolehlivě určit. Proto jsou k dispozici pouze odhady počtů.
Složení severní skupiny partyzánských sil:
- Rasonská partyzánská brigáda J. V. Stalina, velitel Rodion Ochotin (rusky Родио́н Арте́мьевич Охо́тин),
- 1. kalininská partyzánská brigáda složená ze 7 rot, velitel Fjodor Boldin (rusky Фёдор Болдин),
- 3. kalininská partyzánská brigáda složená z 8 rot, velitel Alexej Gavrilov (rusky Алексей Гаврилов),
- 4. kalininská partyzánská brigáda složená z 5 rot (534 osob), velitel důstojník státní bezpečnosti Vasilij Lisovskij (rusky Василий Лисовский),
- 10. kalininská partyzánská brigáda složená ze 4 rot, velitel major Nikolaj Varaksov (rusky Николай Вараксов),
- 11. kalininská partyzánská brigáda složená z 5 rot, velitel Semjon Butorin (rusky Семён Буторин).

Složení jižní skupiny partyzánských sil:
- Rasonská partyzánská brigáda K. K. Rokossovského, velitel A. V. Romanov (rusky Романов А. В.), velitelem oddílu v brigádě byl Pjotr Mironovič Mašerov, pozdější první tajemník Ústředního výboru Komunistické strany Běloruska a Hrdina SSSR.
- 1. drissenská (rusky Дриссенская) partyzánská brigáda, velitel G. P. Gerasimov (rusky Герасимов Г. П.),
- Běšenkovičská (rusky Бешенковичская) partyzánská brigáda Za sovětské Bělorusko, velitel P. M. Romanov (rusky Романов П. М.),
- Sirotinská (rusky Сиротинская) partyzánská brigáda, později přejmenovaná na brigádu S. M. Korotkina (rusky С. М. Короткина), velitel P. A. Chomčenko (rusky Хомченко П. А.).

Do bojů byly zapojeny také Osevská partyzánská brigáda M. V. Frunzeho a lotyšští sovětští partyzáni Vilise Samsonse (lotyšsky Vilis Samsons).
Celkový počet sovětských partyzánů v partyzánské zóně na začátku roku 1943 se odhaduje na více než 8 000 lidí.

## Průběh operace
Mapa s průběhem operace má licenci pouze pro lotyšskou verzi. 
14. ledna 1943 byl v Rize pod vedením Viktora Arajse zformován průzkumný tým Sonderkommando Lettgallen, který měl prozkoumat oblast zamýšlené operace. 4. února 1943 byly zahájeny přípravy jednotek a 15. února 1943 byly okupační síly připraveny ve výchozích pozicích. 
V počátku operace 16. února 1943 se policejní oddíly střetly s partyzánskými brigádami 1. drissenskou, Osevskou M. V. Frunzeho a 11. kalininskou. První postiženou obcí byla ves Bigosovo  (rusky Бигосово), kde bylo zastřelo 15 partyzánů a 10 jejich pomahačů.
Operace probíhala podle zavedeného postupu tak, že policejní jednotky při vstupu do vesnice zastřelili každého, kdo mohl být podezřelý ze spolupráce s partyzány. Neprobíhalo žádné vyšetřování nebo sběr důkazů. Za podezřelé byli automaticky považováni muži ve věku 16–50 let, kteří aktivně nespolupracovali s okupačními úřady. Zbývající obyvatelstvo bylo deportováno. Pokud staří lidé nebo invalidé nebyli schopni přesunu na delší vzdálenost, byli také zastřeleni. Deportovaní byli umístěni do koncentračních táborů a následně využíváni k nuceným pracím v Říši nebo na okupovaných územích. Cenný majetek byl konfiskován. Tento postup po událostech popsal ve svém dopise generální komisař Rigy Otto-Heinrich Drechsler v létě 1943.
16. února 1943 vstoupili do vesnice Rosica (bělorusky Росіца (вёска)), kde podle zpravodajských informací měla být partyzánská základna. Přestože na místě nebyly nalezeny žádné důkazy o přítomnosti partyzánů, operativní skupina SD na místě zastřelila 206 obyvatel. Další obyvatelé byli podrobeni prověřování a poté byli zavražděni další lidé. 18. února 1943 byli z okolních vesnic deportováni obyvatelé do koncentračního tábora a odtud na práce na okupovaných územích. Zbývající obyvatelé byli nahnáni do kravína, který byl následně zapálen a lidé v něm uhořeli. Mezi zavražděnými byli katoličtí faráři Jurij Kašira (bělorusky Юрый Кашы́ра), který byl upálen se svými farníky, a Antoni Leszczewicz, který byl zastřelen za vytrvalé prosby o záchranu dětí. Celkem bylo zavražděno 1528 lidí.
| „                                                                   | 16. února 1943 při postupu přes vesnici Limovka a dále bylo zlikvidována asi stovka banditů a banditských kompliců. Uvedená vesnice byla vypálena i bez asistence zvláštní jednotky SD. | “ |
| — Zpráva 278. praporu lotyšské policie Dobeleského okresu o operaci | |   |

Ze zpráv policejních operačních skupin vyplývá, že partyzáni nastražili značné množství min na přístupových cestách. Odminování bylo prováděno tak, že pod hrozbou namířené zbraně nahnaly policejní jednotky civilisty do prostoru, o kterém předpokládali, že může být zaminován. Zaminování tras způsobilo policejním jednotkám největší ztráty v operaci. 
V počátku operace nahrával represivním silám moment překvapení. Partyzáni trpěli nedostatkem munice a špatnou koordinací obrany, proto se jim nedařilo zastavit postup kárných oddílů. 25. února 1943 policejní oddíly obsadily vesnici Kachanaviči (bělorusky Каханавічы) a 26. února 1943 Asveju. Místní obyvatelé z vypálených vesnic uprchli do lesa v naději, že najdou úkryt a pomoc u partyzánů. V zimním lese se bez střechy nad hlavou a často bez jídla nashromáždily tisíce žen a dětí.
26. února 1943 se do boje s policejními oddíly zapojily partyzánské brigády Sirotinská a 4. kalininská, které však nebyly schopny zabránit postupu policejních sil. Situace si vynutila jednotné velení, které převzal Alexej Štrachov (rusky Алексей Штрахов). Na základě jeho rozkazu byly brigády rozčleněny do operačních skupin Sever a Jih. Úkolem severní skupiny bylo zastavit nepřítele na linii Cerkovno (rusky Церковно) – Novoselje (rusky Новоселье), úkolem jižní skupiny bylo zadržet nepřítele na linii Mikulino (rusky Микулино) – Zaděžje (rusky Задежье). Partyzánské brigády zahájily protiútoky a podařilo se jim zničit posádku ve vesnici Gai (rusky Гаи). Obchvat policejních oddílů kolem Asvějského jezera byl policejními oddíly odražen.  
Výpady sovětských partyzánů a útoky na menší oddíly donutily trestné jednotky přerušit útočné akce na linii dotyku, kde od 7. března 1943 panoval napjatý klid. Sovětské letectvo poskytovalo partyzánům munici a zásoby. Ničení vesnic trestnými oddíly však nadále pokračovalo. Postavení partyzánů a jejich situaci se zásobováním komplikovalo množství uprchlíků, převážně žen a dětí, které u nich hledalo ochranu před policejními jednotkami.  
Velitel Štrachov špatně vyhodnotil situaci a dal rozkaz ke stažení kalininských brigád do místa jejich obvyklé operační zóny. Policejní síly tak mohly pokračovat v útočných akcích. Ve dnech 9. a 10. března 1943 byly provedeny letecké útoky a podařilo se jim obsadit lesní oblast mezi Lisnem (rusky Лисно) a Zaděžjem. Po zachycení na těchto pozicích byly kárné jednotky schopny překročit řeku Svolňu (rusky Свольна) a dobýt vesnice v okolí – Lisno, Rjeuty (rusky Реуты), Dobropljosy (rusky Доброплёсы), Milovidy (rusky Миловиды), Motorino (rusky Моторино), Moročkovo (rusky Морочково), Dalgoje (rusky Долгое), Byki (rusky Быки) a Juzjefovo (rusky Юзефово). 
11. března 1943 přebírá velení partyzánských sil pověřený zástupce Andrej Bardadyn (rusky Бардадын А. Ф.), který vydal rozkaz zabránit dalšímu postupu nepřítele. Ve dnech 11. až 12. března 1943 zahájili partyzáni obranu na frontě dlouhé asi 30 km. 14. března 1943 provedli s pomocí munice dodané letadly ze sovětského zázemí palebný přepad policejních jednotek v dobytých vesnicích. Policejní oddíly se nepodařilo z obsazených vesnic okamžitě vytlačit, ale jejich postup byl prozatím zastaven. Německé operační velení pak rozhodlo o stažení policejních jednotek a jejich nasazení v oblasti kolem města Sebež. 
22. března 1943 byla v rámci operace vypálena běloruská vesnice Chatyň, která už nebyla nikdy obnovena. Osud této vesnice pak inspiroval sovětské filmaře k natočení filmu Jdi a dívej se. 
31. března 1943 vydal Friedrich Jeckeln rozkaz k ukončení operace.

## Výsledky operace

### Civilní oběti
Součástí operace byly brutální represe kárných oddílů vůči civilnímu obyvatelstvu, jejichž cílem bylo odradit obyvatele od podpory partyzánů. Ve vesnicích Mozoljevščina (rusky Мозолевщина), Skripčino (rusky Скрипчино), Ragjeljevo (rusky Рагелево) bylo zastřeleno a spáleno 371 lidí včetně dětí od 3 měsíců do 15 let. V oblasti kolem města Asveja byly zaznamenány vraždy dětí, lámání rukou a vyřezávání hvězd do kůže obětí.
Podle údajů uvedených ve zprávě Waltera Braemera o operaci Zimní kouzlo ze dne 20. března 1943 bylo podle předběžných údajů zastřeleno 3 629 obyvatel pro podezření ze spojení s partyzány, bylo deportováno 6 370 lidí na nucené práce a 764 lidí bylo předáno SD. Zabito bylo 2 250 kusů skotu, 408 koní, 158 prasat, 2 490 ovcí, 2 154 kusů ostatního dobytka. 24. března 1943 generál Braemer dodal, že operační skupiny dodatečně zastřelily 275 lidí pro podezření z banditismu, 905 bylo deportováno na nucené práce a zabito bylo také 415 kusů dobytka, 122 ovcí a 1 prase. Podle této zprávy se jednalo o zavraždění 3 904 civilistů, 7 275 deportovaných na nucené práce. Většina zajištěných Bělorusů byla uvězněna v koncentračním táboře Salaspils v Lotyšsku. Očitá svědkyně událostí uvedla:
| „                                                           | Pamatuji si první den, kdy jsme tam byli. Ostnatý drát. Studený. Hlad. Kasárny. Pamatuji si také třídění. Den poté, co jsme skončili v táboře, byly děti odebrány matkám. Téměř nikdo tam neměl otce, protože je předtím zastřelili. Můj bratr a já jsme zůstali v Salaspils a moji matku někam odvezli. | “ |
| — Naděžda Kipičová (rusky Надежда Кипич), obyvatelka Asveji | |   |

Podle zveřejněných zpráv velení lotyšských policejních praporů 276., 277., 278. a 279. od 16. února 1943 do 24. března 1943 tyto jednotky zavraždily 875 banditů (partyzánů) a jejich kompliců, 1 389 osob bylo předáno SS, v bitvě bylo zabito 77 partyzánů a 9 bylo zajato. Policejní oddíly těchto praporů zničily 107 vesnic a 6 osad.
Podle informací z archivů Ruska, Běloruska, Německa a Lotyšska bylo vypáleno 439 vesnic a osad (203 nikdy nebylo obnoveno). Bylo zavražděno 10 – 12 tisíc civilistů (podle ruského zdroje 13 677 lidí) a více než 7 tisíc deportováno na nucené práce, z nichž se značná část již nikdy nevrátila domů. Rodiny byly v koncentračních táborech rozděleny a jednotlivé osoby rozvezeny podle potřeb německé válečné výroby.
Rozpory mezi údaji uvedenými ve zprávách a archivech jsou způsobeny tím, že vraždy neprováděly pouze policejní oddíly, ale také skupiny zvláštního určení SD. U lidí deportovaných na práce jsou německé údaje spolehlivé.

### Ztráty okupačních sil
Policejní jednotky utrpěly následující ztráty:
- 278. prapor lotyšské policie Dobeleského okresu – 9 mrtvých, 1 těžce a 10 lehce zraněných,
- 271. prapor lotyšské policie Aizputského okresu – 10 mrtvých, 6 těžce a 15 lehce zraněných,
- 50. ukrajinský policejní prapor – 2 mrtví, 1 těžce zraněný,
- 2. prapor litevské pomocné policie – 2 mrtví, 3 těžce a 4 lehce zranění.

### Ztráty partyzánů
Hlášení německého generála W. Braemera z 20. března 1943 uvádělo, že v boji padlo 193 partyzánů, k nimž pak připočetl dalších 28 lidí považovaných za partyzány. Celkem 221 partyzánů.
Podle sovětských zdrojů dosáhly bojové ztráty v běloruských partyzánských oddílech 49 mrtvých, 111 lidí bylo raněno a v kalininských brigádách od 16. února 1943 do 11. března 1943 zemřelo 21 osob a 41 osob bylo zraněno.

### Shrnutí operace
Partyzáni utrpěli jen malé ztráty a postiženi byli z velké většiny civilisté. Trestná operace tedy nepřinesla partyzánskému hnutí výrazné škody. Policejní týmy dosáhly pouze toho, že 15km pás země se stal mrtvou zónou se zničenými vesnicemi. Podle hodnocení vojenských historiků z řad lotyšské emigrace operace nepřinesla vůbec žádný užitek pro okupační správu. Možnosti partyzánských brigád operovat na okupovaném území nebyla nijak vážně dotčena.

## Památník

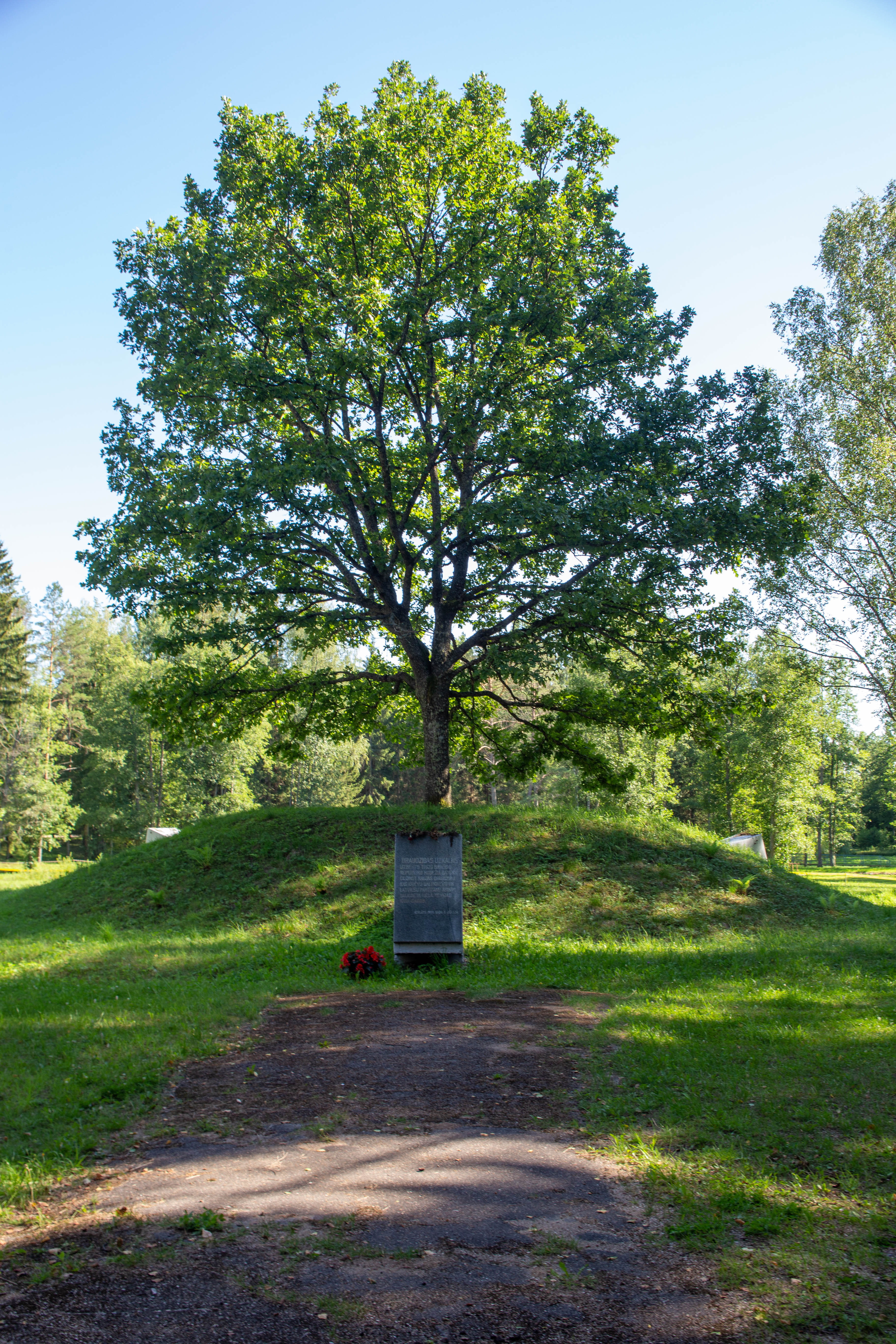
Pamětník Mohyla přátelství. Postaven 3. července 1959 na křižovatce hranic Ruska, Běloruska a Lotyšska na památku spolupráce partyzánských oddílů ruského, běloruského a lotyšského národa během Velké vlastenecké války.

Na památku zavražděných obyvatel obce Rosica byl v roce 1975 vybudován památník. Na památku zničených vesnic a jejich obyvatel byly postaveny četné pomníky a obelisky. Památník Mohyla přátelství byl postaven 3. července 1959 na křižovatce hranic Ruska, Běloruska a Lotyššska na památku spolupráce partyzánských oddílů ruského, běloruského a lotyšského národa během Velké vlastenecké války. Centrem památníku je mohyla, na které roste mohutný dub. Půda pro mohylu byla odebrána z hrobů partyzánů a vojáků Velké vlastenecké války.
| „ | Byli jsme shromážděni a odvedeni po silnici. Překročili jsme řeku a všude bylo plno esesáků se psy. Obklíčili nás a hnali dál do vesnice Kulakovo. Ženy a děti byly umístěny do místní školy, muži poblíž do stodoly... Pak překladatel ukázal na nás a další dvě rodiny, které seděly poblíž, a přikázal nám odejít. Na verandě byly připraveny saně. Nasedli jsme do nich, odjeli asi třicet metrů. Pak škola začala hořet. Nejprve ji polili benzínem a poté zapálili zápalnými kulkami. Zapálena byla i stodola s muži. Na ty, kteří se snažili dostat okny nebo střechou, stříleli z automatů. Ženy začaly křičet, ale policista vzal bič, začal je ze všech sil bít a řval, ať mlčí, jinak všechny zabije. | “ |
| — Valentina Marcinkjevičová (rusky Валентина Марцинкевич) v době události desetiletá, vzpomínky z roku 2009 | |   |

Německé sdružení KONTAKTE – КОНТАКТЫ zaslalo dopis 200 přeživším obyvatelům vypálené vesnice Verchdvinského rajónu (bělorusky Верхнядзвінскі раён) s uznáním odpovědnosti za zločiny spáchané na civilistech během války. 
V říjnu 2010 ve spolupráci s Národním archivem Běloruské republiky a německé spolkové nadace "Vzpomínka, odpovědnost a budoucnost" vznikla sbírka 226 archivních dokumentů se vztahem k operaci.
Na základě výsledků sběru svědectví očitých svědků a účastníků událostí nalezených v archivech v Bělorusku, Rusku, Německu a Lotyšsku vznikla výstava Ukradené dětství – mladé oběti nacistických represivních operací na severozápadě SSSR, 1942 – 1944, která se konala v Moskvě v roce 2012. Na základě rozhodnutí lotyšských úřadů byla výstava v Lotyšsku prohlášena za nežádoucí a její pořádání bylo zablokováno. 
O operaci byl vydán dokumentární sborník s ISBN 978-5-9990-0020-0 s názvem "Zimní kouzlo": nacistická kárná operace v bělorusko-lotyšském pohraničí, únor až březen 1943 (originální název lotyšsky "Zimnee volshebstvo": Nat︠s︡istskai︠a︡ karatelʹnai︠a︡ operat︠s︡ii︠a︡ v belorussko-latviĭskom prigranichʹe, fevralʹ--mart 1943 g. Dokumenty i materialy.)